# Departament de Jalapa
El departament de Jalapa està situat a la regió Sud-Oriental de Guatemala. Limita al Nord amb els departaments de El Progreso i Zacapa; al Sud amb els departaments de Jutiapa i Santa Rosa; a l'Est amb el departament de Chiquimula; i a l'Oest amb el departament de Guatemala. La capçalera departamental de Jalapa es troba aproximadament a una distància de 96 km de la capital via Sanarate i una distància aproximada de 168 km via Jutiapa - Santa Rosa.
El nom Jalapa, segons la població local, prové de dues paraules nàhuatl, xal i pan, que signifiquen lloc de sorra. El nom Jalapa també és el nom d'un lloc a Nicaragua i a Mèxic.

## Divisió administrativa
El departament de Jalapa es divideix en 7 municipis que són:
1. Jalapa
2. San Pedro Pinula
3. San Luis Jilotepeque
4. San Manuel Chaparrón
5. San Carlos Alzatate
6. Monjas
7. Mataquescuintla

## Idioma
A part que es parla el castellà, l'idioma indígena predominant és el poqomam, encara que es troba en vies d'extinció, doncs solament el parlen alguns ancians en els municipis de San Pedro Pinula, San Luis Jilotepeque, Mataquescuintla i San Carlos Alzatate.

## Història
El departament de Jalapa va ser creat pel decret número 107 del 24 de novembre de 1873.
Després dels terratrèmols de Santa Marta l'any de 1773 que va destruir totalment la capital, es va pensar en el seu trasllat a les valls de Jalapa i es va nomenar una comissió perquè passés a inspeccionar les valls de Jumay i de Jalapa amb l'objecte d'escollir el lloc més apropiat. En l'informe preparat per la comissió presidida per l'Oïdor Degà, Juan González Bustillo, i integrada per mestre Bernardo Ramírez, indicaven que el clima era benigne, la topografia es considerava a propòsit per edificar una gran ciutat, però hi havia escassetat d'aigua potable, la qual cosa fou una de les principals raons perquè el projecte no s'acceptés i que després d'altres estudis es va decidir que la capital fos fixada en el lloc actual.
Posteriorment, l'Assemblea Constituent per mitjà del decret No. 289 del 4 de novembre de 1825, va dividir el territori nacional en set departaments, corresponent al de Chiquimula tots els pobles i valls de l'antic Corregimiento de Chiquimula y Zacapa. L'article 6o. De l'esmentat decret va dividir el departament de Chiquimula en set districtes: Zacapa, Acasaguastlán, Esquipulas, Chiquimula, Sansaria, Jalapa i Mita, sent les seves respectives capçaleres: Zacapa, San Agustín, Guastatoya, Esquipulas, Chiquimula, Jalapa i Mita.
El decret de l'Assemblea Constituent del 12 de setembre de 1839, arran dels successos a Los Altos, va dividir al país en set departaments: Guatemala, Sacatepéquez, Chimaltenango, Escuintla, Mita, Chiquimula, i Verapaz, així com dos districtes separats immediata dependència del Govern: Izabal i Petén. Pel citat decret, Jalapa quedà dins de la jurisdicció territorial de Mita. Posteriorment, el decret del 23 de febrer de 1848 va dividir a Mita en tres districtes: Jutiapa, Santa Rosa i Jalapa, quedant el poble de Jalapa com a capçalera d'aquest últim; Sanarate, Sansaria, San Pedro Pinula, Santo Domingo, Agua Blanca, El Espinal, Alzatate, i Jutiapilla, quedant separat del districte de Jutiapa pel riu que sortia d'El Ingenio fins a la llacuna d'Atescatempa.
A causa que per formar els districtes de Jalapa i Jutiapa es van prendre alguns pobles a Chiquimula i a Escuintla, en suprimir-se aquests districtes pel decret del Govern del 9 d'octubre de 1850, van tornar als departaments d'on s'havien segregat, per la qual cosa Jalapa va retornar a la seva anterior condició de dependència de Jutiapa fins al 24 de novembre de 1873 en què es va establir el nou departament de Jalapa.